# ポータケット・レッドソックス

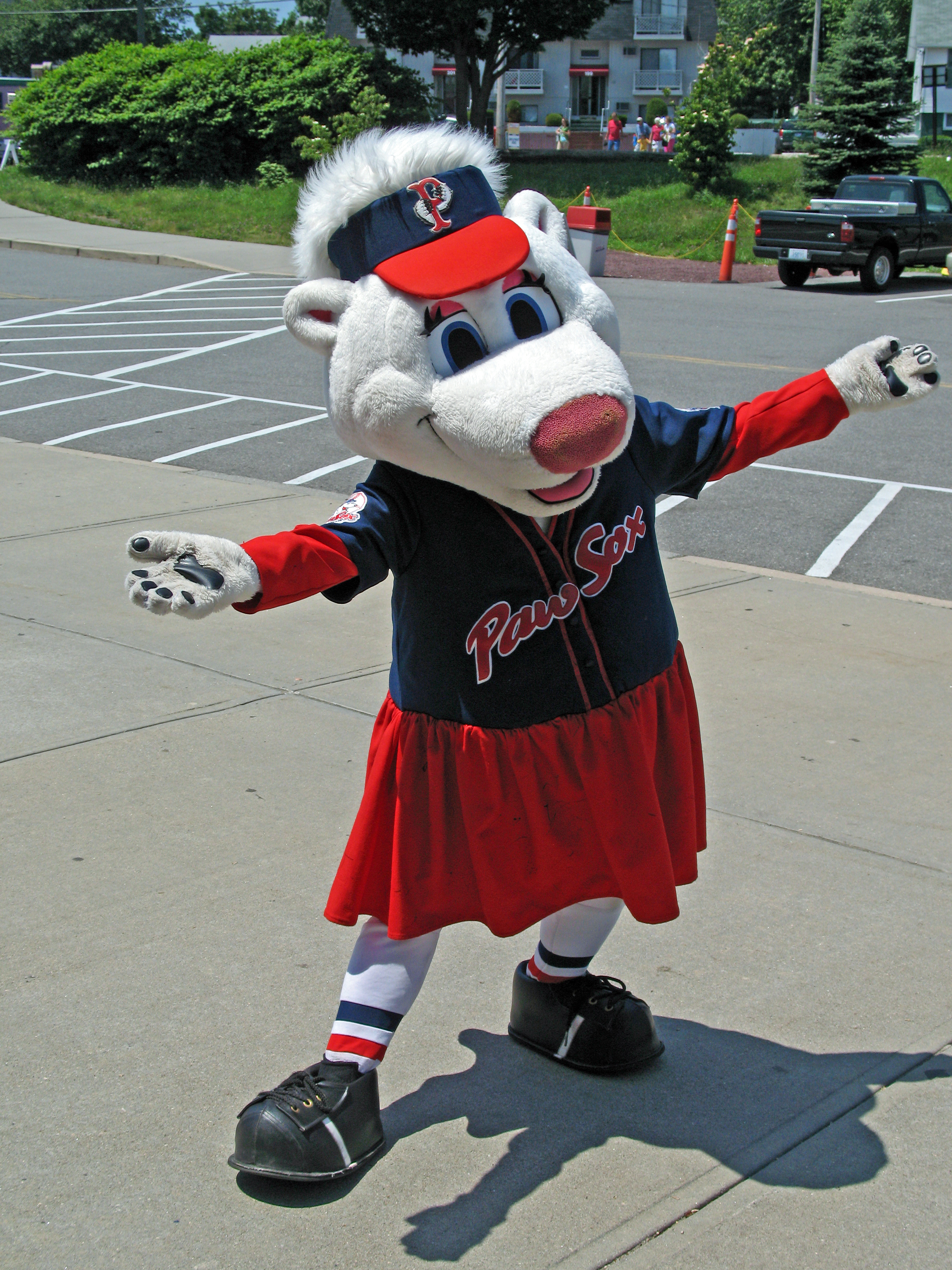
マスコットの「Sox」。オスの「Paws」とメスの「Sox」の2匹のマスコットがいる。

ポータケット・レッドソックス（Pawtucket Red Sox）は、アメリカ合衆国ロードアイランド州ポータケットに本拠地を置いていたマイナーリーグの野球チームである。MLBのボストン・レッドソックス傘下AAA級チームで、インターナショナルリーグに所属していた。「PawSox」の略称で知られていた。本拠地球場はマッコイ・スタジアム。
2000年6月1日、当時ポータケット・レッドソックスに所属していた大家友和がシャーロット・ナイツ戦で完全試合を達成した（レッドソックス 2 - 0 ナイツ）。

## 経歴
1970年、AA級のイースタンリーグにボストン・レッドソックス傘下AA級の「ポータケット・レッドソックス」として加盟。
1973年、AAA級のインターナショナルリーグに加盟。レギュラーシーズンは2位に終わるも、プレーオフを突破した。リーグの優勝チームを決めるガバナーズ・カップで勝ちリーグ優勝を果たす。マイナーリーグの優勝チームを決めるジュニア・ワールドシリーズでも優勝した。
1977年、初のレギュラーシーズン1位を果たした。
1984年、レギュラーシーズン4位に終わるもプレーオフを突破。ガバナーズ・カップで勝利し、11年ぶり2度目のリーグ優勝を果たす。
1986年、レギュラーシーズン3位でプレーオフ進出も敗退。
1987年、レギュラーシーズン4位で2年連続プレーオフ進出も敗退。
1991年、地区優勝を果たす。ガバナーズ・カップは敗退。
1992年、レギュラーシーズンを2位で終え、地区優勝決定戦で敗退。
1994年、レギュラーシーズン1位も地区優勝決定戦で敗退。
1996年、レギュラーシーズン1位も地区優勝決定戦で敗退。
1997年、レギュラーシーズンは2位に終わり、地区優勝決定戦に進出も敗退。
2003年、7年ぶりのレギュラーシーズン1位を果たし、プレーオフを突破。東地区・ダーラム・ブルズとのガバナーズ・カップで敗退。
2008年、レギュラーシーズンを2位で終え、プレーオフで敗退した。
2011年、8年ぶりのレギュラーシーズン1位を果たしたが、プレーオフで敗退した。
2012年、レギュラーシーズンを2位で終え、プレーオフを突破。東地区・シャーロット・ナイツとのガバナーズ・カップに勝利し、リーグ優勝を果たした。AAAの優勝チームを決めるAAAナショナル・チャンピオンシップではリノ・エーシズを相手に敗退。
2021年にマサチューセッツ州ウースターのポーラー・パークに移転し、ウースター・レッドソックスになることが発表された。ウースター市に野球チームができるのはウースター・ルビーレッグス以来となる。

## 史上最長試合
1981年4月18日、マッコイ・スタジアムで行われたポータケット・レッドソックス対ロチェスター・レッドウイングスの試合は、午後8時に試合が開始されたが、延長32回、翌日午前4時になっても決着がつかずサスペンデッドゲームとなった。6月23日に続きが行われ、延長33回裏にポータケットが1点を入れサヨナラ勝ちし、ようやく試合が終了した。この試合はアメリカのプロ野球史上最長の試合である。（en:Longest professional baseball game）
|              | 1 | 2 | 3 | 4 | 5 | 6 | 7 | 8 | 9 | 10 | 11 | 12 | 13 | 14 | 15 | 16 | 17 | 18 | 19 | 20 | 21 | 22 | 23 | 24 | 25 | 26 | 27 | 28 | 29 | 30 | 31 | 32 | 33 | R | H  | E |
| ------------ | - | - | - | - | - | - | - | - | - | -- | -- | -- | -- | -- | -- | -- | -- | -- | -- | -- | -- | -- | -- | -- | -- | -- | -- | -- | -- | -- | -- | -- | -- | - | -- | - |
| ロチェスター | 0 | 0 | 0 | 0 | 0 | 0 | 1 | 0 | 0 | 0  | 0  | 0  | 0  | 0  | 0  | 0  | 0  | 0  | 0  | 0  | 1  | 0  | 0  | 0  | 0  | 0  | 0  | 0  | 0  | 0  | 0  | 0  | 0  | 2 | 18 | 3 |
| ポータケット | 0 | 0 | 0 | 0 | 0 | 0 | 0 | 0 | 1 | 0  | 0  | 0  | 0  | 0  | 0  | 0  | 0  | 0  | 0  | 0  | 1  | 0  | 0  | 0  | 0  | 0  | 0  | 0  | 0  | 0  | 0  | 0  | 1  | 3 | 21 | 1 |

## 選手名鑑

### 過去の主な所属選手
- ドン・アース
- タフィ・ローズ
- タイロン・ウッズ
- アンディ・エイバッド
- ブロンソン・アローヨ
- スティーブ・エイベリー
- マーティー・バレット
- ウェイド・ボッグス
- デニス・レイ・ボイド
- クレイグ・ブレスロウ
- クレイ・バックホルツ
- エリス・バークス
- ロジャー・クレメンス
- トニー・コニグリアロ
- セシル・クーパー
- デビッド・エクスタイン
- ジャコビー・エルズベリー
- マーク・フィドリッチ
- ジョン・フラハティ
- リッチ・ゲドマン
- ブルース・ハースト
- アレックス・オチョア
- 大家友和
- ボブ・オヘーダ
- モー・ボーン
- ノマー・ガルシアパーラ
- ケビン・ユーキリス
- ジョナサン・パペルボン
- ジョシュ・レディック
- 田澤純一
- マウロ・ゴメス
- レイナルド・ロドリゲス
- イギー・スアレス
- ブライアン・ボグセビック
- エリック・コーディエ